# Dihammaphora auricollis
Dihammaphora auricollis är en skalbaggsart som beskrevs av Martins 1981. Dihammaphora auricollis ingår i släktet Dihammaphora och familjen långhorningar. Inga underarter finns listade i Catalogue of Life.